# Afmeren

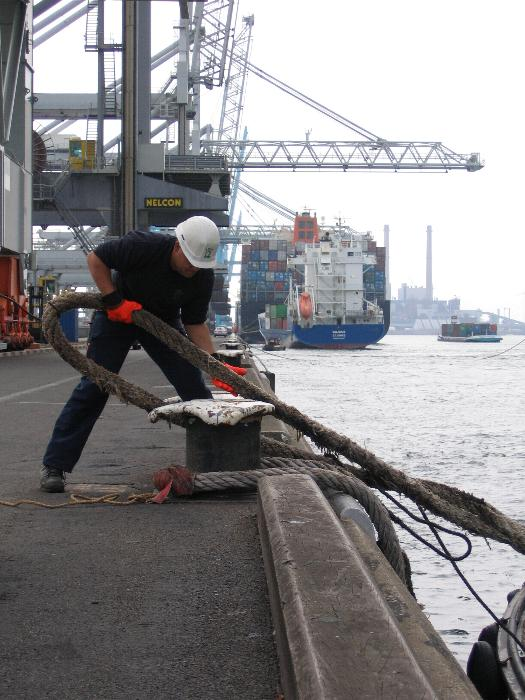
Een vletterman legt een tros om een bolder in de haven van Rotterdam.

Het afmeren (ook: aanmeren) van een schip is het vastmaken van een schip aan een vast object zoals een kade of pier, aan de zeebodem, of aan een drijvend object zoals een afmeerboei. Een locatie waar een schip afmeert, wordt meestal een aanlegplaats genoemd.
Het afmeren van een schip wordt dikwijls gedaan door middel van een dik touw, genaamd een meerlijn of tros. De meerlijnen worden aan het dek van het schip vastgemaakt aan de hand van daar voorziene meerpennen. Aan de andere zijde kunnen ze worden vastgemaakt aan een bolder.
Afmeren kan ook door gebruik te maken van een permanent anker op de bodem van de zee of waterweg te gebruiken. Dit anker is met een lijn of ketting aan een boei verbonden zodat het schip de meertrossen aan het anker kan bevestigen. In dit geval spreekt men van ankeren.
Een afmeerboei is een boei waar een schip zijn meertrossen aan kan vastmaken. De meeste zijn privaat bezit, al zijn er ook die voor algemeen gebruik zijn.

## Afmeren aan de wal

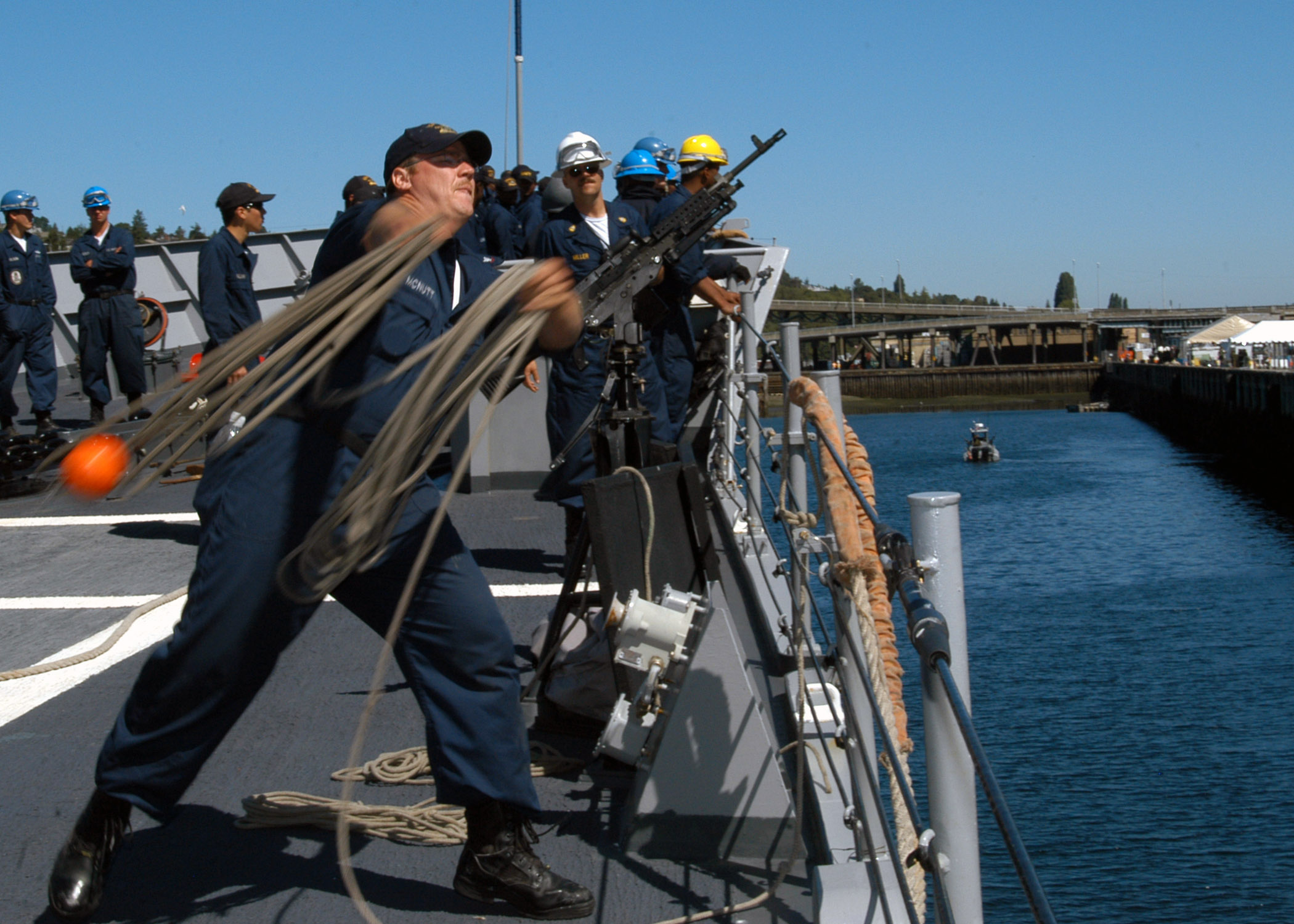
Een zeeman werpt een hieuwlijn aan land om een afmeerlijn aan land te krijgen.

Een schip kan door verschillende manieren aan de wal worden afgemeerd. Er kunnen bomen of rotsen worden gebruikt om het af te meren. Maar meestal zal gebruik worden gemaakt van kades om schepen af te meren.
Afmeren vereist vaak een samenwerking tussen de mensen op het schip en op de wal. De mensen op het schip zullen de trossen aan de mensen op de wal geven zodat zij de trossen kunnen bevestigen rond een bolder of een kikker. Bij sommige schepen zijn de meertrossen te zwaar om direct door te geven aan de mensen op de wal. Daarom wordt er dan eerst een hieuw- of werplijn gegooid of afgeschoten. Deze is voorzien van een keesje, een bolvormige knoop die als verzwaring het gooien moet vereenvoudigen. Aan het andere uiteinde van deze lijn wordt de zware meertros bevestigd. Zodra de afmeerlijn is vastgemaakt aan een bolder kan deze aangetrokken worden, wat op grotere schepen gebeurt met een lier.
Het aantal afmeerlijnen varieert van schip tot schip. Grote schepen kunnen gebruikmaken van 12 afmeerlijnen, terwijl kleinere er maar 2 gebruiken. De configuratie en het aantal meerlijnen is ook afhankelijk van de kracht van de wind, stroming, golven, deining, passerende schepen (aanzuigeffect van passerende schepen).
Het belang van goed afgemeerd te zijn tegen de kade kan goed gezien worden bij het laden en lossen van tankers. Bij het laden en lossen wordt daar gebruikgemaakt van laadarmen. Deze laadarmen hebben maar een beperkte mogelijkheid om te bewegen. Wanneer het schip te veel beweegt, is het mogelijk dat de laad- en losoperaties gestaakt moeten worden. Dit kost tijd en geld.

## Materialen gebruikt voor afmeerlijnen

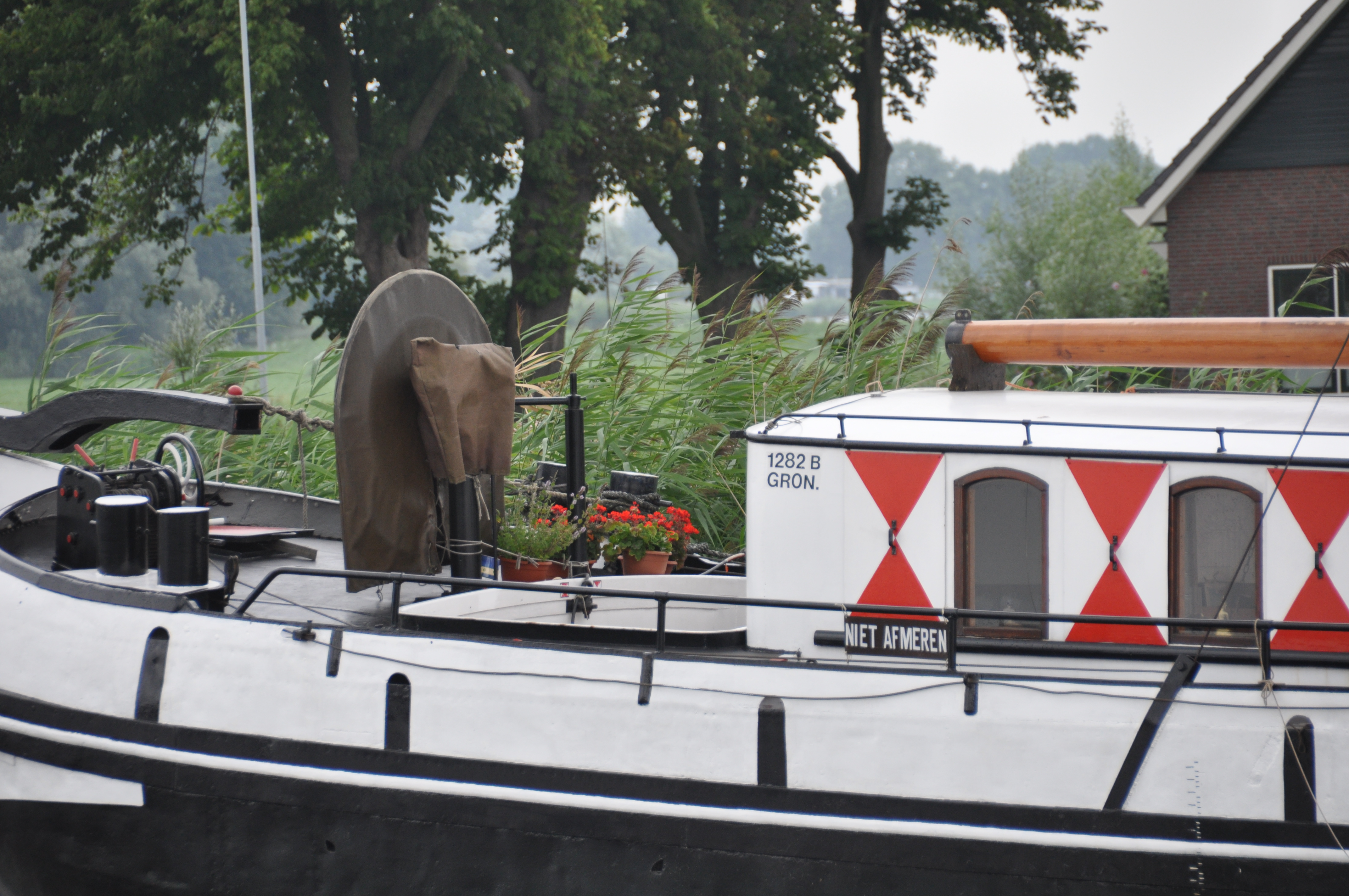
Opschrift: "NIET AFMEREN" van de "Dageraad"

Algemeen gebruikte materialen
- Hennep
- Ketting
- Nylon
- Polyester
- Polyetheen
- Polypropeen
- Sisal
- Staalkabel

Hoge prestatie materialen
- Aramide (hittebestendig)
- HMPE (blijft drijven)